# Кайраклы
Кайраклы (баш. Ҡайраҡлы) — село в муниципальном районе Альшеевский район Республики Башкортостан России, относится к Аксеновскому сельсовету. До 2008 года входило в состав Кайраклинского сельсовета.
Возник в 1781 году. В период между 1921 и 1925 годами выходцы из села образовали деревни: Андриановку, Ханжарово, Ярабайкуль.

## Географическое положение
Расстояние до:
- районного центра (Раевский): 50 км,
- ближайшей железнодорожной станции (Аксеново): 10 км.

## Население
| 2002 | 2009 | 2010 |
| ---- | ---- | ---- |
| 264  | ↘214 | ↘186 |

Согласно переписи 2002 года, преобладающая национальность — чуваши (96 %).